# Deltagare i Vuelta a España 2009
Vuelta a España 2009 - Deltagare. Dessa cyklister deltog i Vuelta a España 2009 mellan 29 augusti – 20 september 2009.
Av UCI ProTour-stallen var det bara Katjusja som inte ställde upp i tävlingen. Fuji-Servetto blev inte inbjudna till tävlingen men Idrottens skiljedomstol gav dem rätt att tävla. Av UCI Professional Continental stallen blev Andalucía–Cajasur, Cervélo TestTeam, Contentpolis-Ampo, Vacansoleil Pro Cycling Team och Xacobeo–Galicia inbjudna. 22 stall blev inbjudna att starta. Varje lag startade med nio cyklister. Antal startande cyklister I tävlingen var därför 198 stycken.

## Stall

### Euskaltel-Euskadi
| Nr | Cyklister       | Prestationer | Resultat i tävlingen |
| -- | --------------- | ------------ | -------------------- |
| 1  | Samuel Sánchez  |              |                      |
| 2  | Igor Antón      |              |                      |
| 3  | Aitor Hernández |              |                      |
| 4  | Iñaki Isasi     |              |                      |
| 5  | Markel Irízar   |              |                      |
| 6  | Egoi Martínez   |              |                      |
| 7  | Alan Pérez      |              |                      |
| 8  | Rubén Pérez     |              |                      |
| 9  | Amets Txurruka  |              |                      |

### Ag2r-La Mondiale
| Nr | Cyklister          | Prestationer | Resultat i tävlingen |
| -- | ------------------ | ------------ | -------------------- |
| 11 | Tadej Valjavec     |              |                      |
| 12 | José Luis Arrieta  |              |                      |
| 13 | Aleksandr Jefimkin |              | DNF-17               |
| 14 | John Gadret        |              | DNF-11               |
| 15 | Sébastien Hinault  |              |                      |
| 16 | Julien Loubet      |              | DNF-18               |
| 17 | Rinaldo Nocentini  |              | DNF-13               |
| 18 | Christophe Riblon  |              |                      |
| 19 | Ludovic Turpin     |              |                      |

### Andalucía-CajaSur
| Nr | Cyklister               | Prestationer | Resultat i tävlingen |
| -- | ----------------------- | ------------ | -------------------- |
| 21 | Xavier Tondó            |              | DNS-14               |
| 22 | Manuel Calvente         |              |                      |
| 23 | José Antonio Lopez      |              | DNF-10               |
| 24 | Francisco José Martínez |              |                      |
| 25 | Manuel Ortega           |              | DNF-6                |
| 26 | Antonio Piedra          |              |                      |
| 27 | Javier Ramirez          |              |                      |
| 28 | Jesús Rosendo           |              |                      |
| 29 | José Ruiz               |              |                      |

### Astana Team
| Nr | Cyklister           | Prestationer | Resultat i tävlingen |
| -- | ------------------- | ------------ | -------------------- |
| 31 | Haimar Zubeldia     |              |                      |
| 32 | Asan Bazajev        |              |                      |
| 33 | Jesús Hernández     |              |                      |
| 34 | Chris Horner        |              | DNS-5                |
| 35 | Maksim Iglinskij    |              | DNS-18               |
| 36 | Daniel Navarro      |              |                      |
| 37 | José Luis Rubiera   |              | DNF-12               |
| 38 | Michael Schär       |              |                      |
| 39 | Aleksandr Vinokurov |              | DNF-12               |

### Bbox Bouygues Télécom
| Nr | Cyklister           | Prestationer | Resultat i tävlingen |
| -- | ------------------- | ------------ | -------------------- |
| 41 | Pierrick Fédrigo    |              | DNF-12               |
| 42 | Giovanni Bernaudeau |              | DNF-8                |
| 43 | Olivier Bonnaire    |              |                      |
| 44 | William Bonnet      |              |                      |
| 45 | Franck Bouyer       |              | DNF-13               |
| 46 | Damien Gaudin       |              |                      |
| 47 | Vincent Jérôme      |              | DNF-8                |
| 48 | Laurent Lefèvre     |              | DNF-9                |
| 49 | Matthieu Sprick     |              |                      |

### Caisse d'Epargne
| Nr | Cyklister                  | Prestationer | Resultat i tävlingen |
| -- | -------------------------- | ------------ | -------------------- |
| 51 | Alejandro Valverde         |              |                      |
| 52 | Imanol Erviti              |              |                      |
| 53 | José Vicente García Acosta |              |                      |
| 54 | Vasil Kiryjenka            |              |                      |
| 55 | Daniel Moreno              |              |                      |
| 56 | David López García         |              |                      |
| 57 | Francisco Pérez Sánchez    |              |                      |
| 58 | Joaquím Rodríguez          |              |                      |
| 59 | Xabier Zandio              |              |                      |

### Cervélo TestTeam
| Nr | Cyklister                  | Prestationer         | Resultat i tävlingen |
| -- | -------------------------- | -------------------- | -------------------- |
| 61 | Íñigo Cuesta               |                      |                      |
| 62 | Philip Deignan             |                      |                      |
| 63 | Xavier Florencio           |                      |                      |
| 64 | Simon Gerrans              | Segrare av etapp 10. | DNF-13               |
| 65 | José Ángel Gómez Marchante |                      |                      |
| 66 | Roger Hammond              |                      |                      |
| 67 | Ignatas Konovalovas        |                      | DNS-14               |
| 68 | Gabriel Rasch              |                      |                      |
| 69 | Dominique Rollin           |                      | DNF-13               |

### Cofidis
| Nr | Cyklister          | Prestationer | Resultat i tävlingen |
| -- | ------------------ | ------------ | -------------------- |
| 71 | David Moncoutié    |              |                      |
| 72 | Mickaël Buffaz     |              |                      |
| 73 | Jean Eudes Demaret |              |                      |
| 74 | Leonardo Duque     |              |                      |
| 75 | Julien El Fares    |              |                      |
| 76 | Bingen Fernández   |              |                      |
| 77 | Amaël Moinard      |              |                      |
| 78 | Damien Monier      |              |                      |
| 79 | Rein Taaramäe      |              |                      |

### Contentpolis-Ampo
| Nr | Cyklister              | Prestationer | Resultat i tävlingen |
| -- | ---------------------- | ------------ | -------------------- |
| 81 | Julián Sánchez         |              |                      |
| 82 | Javier Benítez         |              |                      |
| 83 | Sergio Domínguez       |              | DNF-19               |
| 84 | Òscar García           |              | DNF-6                |
| 85 | Mikel Gaztañaga        |              | DNF-9                |
| 86 | Francisco José Pacheco |              |                      |
| 87 | Adrián Palomares       |              |                      |
| 88 | Aitor Pérez            |              |                      |
| 89 | Manuel Vázquez Hueso   |              |                      |

### Française des Jeux
| Nr | Cyklister          | Prestationer | Resultat i tävlingen |
| -- | ------------------ | ------------ | -------------------- |
| 91 | Sandy Casar        |              | DNF-14               |
| 92 | Sébastien Chavanel |              | DNF-13               |
| 93 | Mickaël Cherel     |              |                      |
| 94 | Rémy Di Gregorio   |              |                      |
| 95 | Arnaud Gérard      |              |                      |
| 96 | Tim Gudsell        |              |                      |
| 97 | Matthieu Ladagnous |              |                      |
| 98 | Anthony Roux       |              |                      |
| 99 | Wesley Sulzberger  |              |                      |

### Fuji-Servetto
| Nr  | Cyklister          | Prestationer | Resultat i tävlingen |
| --- | ------------------ | ------------ | -------------------- |
| 101 | Juan José Cobo     |              |                      |
| 102 | Eros Capecchi      |              | DNF-13               |
| 103 | David de la Fuente |              |                      |
| 104 | Jesus Del Nero     |              |                      |
| 105 | Arkaitz Durán      |              |                      |
| 106 | Benat Intxausti    |              |                      |
| 107 | Fredrik Kessiakoff |              |                      |
| 108 | Robert Kiserlovski |              | DNF-5                |
| 109 | Davide Viganò      |              | DNF-13               |

### Garmin-Slipstream
| Nr  | Cyklister        | Prestationer         | Resultat i tävlingen |
| --- | ---------------- | -------------------- | -------------------- |
| 111 | Tom Danielson    |                      | DNF-18               |
| 112 | Julian Dean      |                      |                      |
| 113 | Tyler Farrar     | Segrare av etapp 11. | DNS-12               |
| 114 | Ryder Hesjedal   | Segrare av etapp 12. | DNS-18               |
| 115 | Martijn Maaskant |                      |                      |
| 116 | Daniel Martin    |                      |                      |
| 117 | Christian Meier  |                      | DNS-18               |
| 118 | David Millar     |                      |                      |
| 119 | Svein Tuft       |                      | DNF-15               |

### Lampre
| Nr  | Cyklister         | Prestationer        | Resultat i tävlingen |
| --- | ----------------- | ------------------- | -------------------- |
| 121 | Damiano Cunego    | Segrare av etapp 8. | DNS-17               |
| 122 | Alessandro Ballan |                     | DNS-17               |
| 123 | Emanuele Bindi    |                     |                      |
| 124 | Vitalij Buts      |                     | DNS-12               |
| 125 | Enrico Gasparotto |                     |                      |
| 126 | Marco Marzano     |                     | DNF-14               |
| 127 | Massimiliano Mori |                     |                      |
| 128 | Paolo Tiralongo   |                     |                      |
| 129 | Francesco Tomei   |                     | DNF-12               |

### Team Liquigas
| Nr  | Cyklister        | Prestationer | Resultat i tävlingen |
| --- | ---------------- | ------------ | -------------------- |
| 131 | Ivan Basso       |              |                      |
| 132 | Daniele Bennati  |              |                      |
| 133 | Maciej Bodnar    |              |                      |
| 134 | Kjell Carlström  |              |                      |
| 135 | Roman Kreuziger  |              |                      |
| 136 | Manuel Quinziato |              |                      |
| 137 | Fabio Sabatini   |              |                      |
| 138 | Sylvester Szmyd  |              |                      |
| 139 | Oliver Zaugg     |              |                      |

### Quick Step
| Nr  | Cyklister       | Prestationer | Resultat i tävlingen |
| --- | --------------- | ------------ | -------------------- |
| 141 | Tom Boonen      |              | DNF-13               |
| 142 | Carlos Barredo  |              | DNF-9                |
| 143 | Allan Davis     |              | DNF-9                |
| 144 | Kevin De Weert  |              |                      |
| 145 | Stijn Devolder  |              |                      |
| 146 | Matteo Tosatto  |              |                      |
| 147 | Marco Velo      |              | DNF-19               |
| 148 | Wouter Weylandt |              | DNS-17               |
| 149 | Maarten Wynants |              |                      |

### Rabobank
| Nr  | Cyklister          | Prestationer | Resultat i tävlingen |
| --- | ------------------ | ------------ | -------------------- |
| 151 | Óscar Freire       |              | DNF-13               |
| 152 | Lars Boom          |              |                      |
| 153 | Juan Manuel Gárate |              |                      |
| 154 | Robert Gesink      |              |                      |
| 155 | Tom Leezer         |              |                      |
| 156 | Paul Martens       |              | DNF-12               |
| 157 | Koos Moerenhout    |              |                      |
| 158 | Bram Tankink       |              |                      |
| 159 | Pieter Weening     |              |                      |

### Silence-Lotto
| Nr  | Cyklister         | Prestationer | Resultat i tävlingen |
| --- | ----------------- | ------------ | -------------------- |
| 161 | Cadel Evans       |              |                      |
| 162 | Christophe Brandt |              |                      |
| 163 | Francis De Greef  |              |                      |
| 164 | Mickaël Delage    |              |                      |
| 165 | Philippe Gilbert  |              |                      |
| 166 | Olivier Kaisen    |              |                      |
| 167 | Matthew Lloyd     |              |                      |
| 168 | Jürgen Roelandts  |              |                      |
| 169 | Charles Wegelius  |              | DNF-4                |

### Team Columbia-HTC
| Nr  | Cyklister        | Prestationer              | Resultat i tävlingen |
| --- | ---------------- | ------------------------- | -------------------- |
| 171 | André Greipel    | Segrare av etapp 4 och 5. |                      |
| 172 | Michael Albasini |                           | DNF-11               |
| 173 | Bert Grabsch     |                           | DNS-18               |
| 174 | Adam Hansen      |                           |                      |
| 175 | Greg Henderson   | Segrare av etapp 3.       |                      |
| 176 | Kim Kirchen      |                           | DNS-6                |
| 177 | František Raboň  |                           |                      |
| 178 | Vicente Reynés   |                           |                      |
| 179 | Marcel Sieberg   |                           |                      |

### Team Milram
| Nr  | Cyklister        | Prestationer        | Resultat i tävlingen |
| --- | ---------------- | ------------------- | -------------------- |
| 181 | Gerald Ciolek    | Segrare av etapp 2. | DNF-18               |
| 182 | Linus Gerdemann  |                     | DNS-12               |
| 183 | Christian Knees  |                     |                      |
| 184 | Dominik Roels    |                     |                      |
| 185 | Thomas Rohregger |                     | DNS-10               |
| 186 | Björn Schröder   |                     | DNF-13               |
| 187 | Matthias Russ    |                     |                      |
| 188 | Martin Velits    |                     |                      |
| 189 | Paul Voss        |                     |                      |

### Team Saxo Bank
| Nr  | Cyklister          | Prestationer              | Resultat i tävlingen |
| --- | ------------------ | ------------------------- | -------------------- |
| 191 | Andy Schleck       |                           | DNF-8                |
| 192 | Kurt-Asle Arvesen  |                           |                      |
| 193 | Matti Breschel     |                           |                      |
| 194 | Fabian Cancellara  | Segrare av etapp 1 och 7. | DNS-14               |
| 195 | Jakob Fuglsang     |                           |                      |
| 196 | Aleksandr Kolobnev |                           |                      |
| 197 | Karsten Kroon      |                           |                      |
| 198 | Stuart O'Grady     |                           | DNS-17               |
| 199 | Fränk Schleck      |                           | DNF-11               |

### Vacansoleil
| Nr  | Cyklister         | Prestationer        | Resultat i tävlingen |
| --- | ----------------- | ------------------- | -------------------- |
| 201 | Matteo Carrara    |                     |                      |
| 202 | Borut Božič       | Segrare av etapp 6. |                      |
| 203 | Johnny Hoogerland |                     |                      |
| 204 | Sergej Lagutin    |                     |                      |
| 205 | Björn Leukemans   |                     | DNF-18               |
| 206 | Marco Marcato     |                     | DNS-12               |
| 207 | Jens Mouris       |                     |                      |
| 208 | Matthé Pronk      |                     |                      |
| 209 | Lieuwe Westra     |                     |                      |

### Xacobeo-Galicia
| Nr  | Cyklister            | Prestationer        | Resultat i tävlingen |
| --- | -------------------- | ------------------- | -------------------- |
| 211 | Ezequiel Mosquera    |                     |                      |
| 212 | Gustavo César Veloso | Segrare av etapp 9. |                      |
| 213 | Gustavo Domínguez    |                     |                      |
| 214 | Alberto Fernández    |                     | DNS-12               |
| 215 | David García         |                     |                      |
| 216 | David Herrero        |                     |                      |
| 217 | Serafín Martínez     |                     |                      |
| 218 | Gonzalo Rabuñal      |                     |                      |
| 219 | Eduard Vorganov      |                     |                      |